# Acremonium

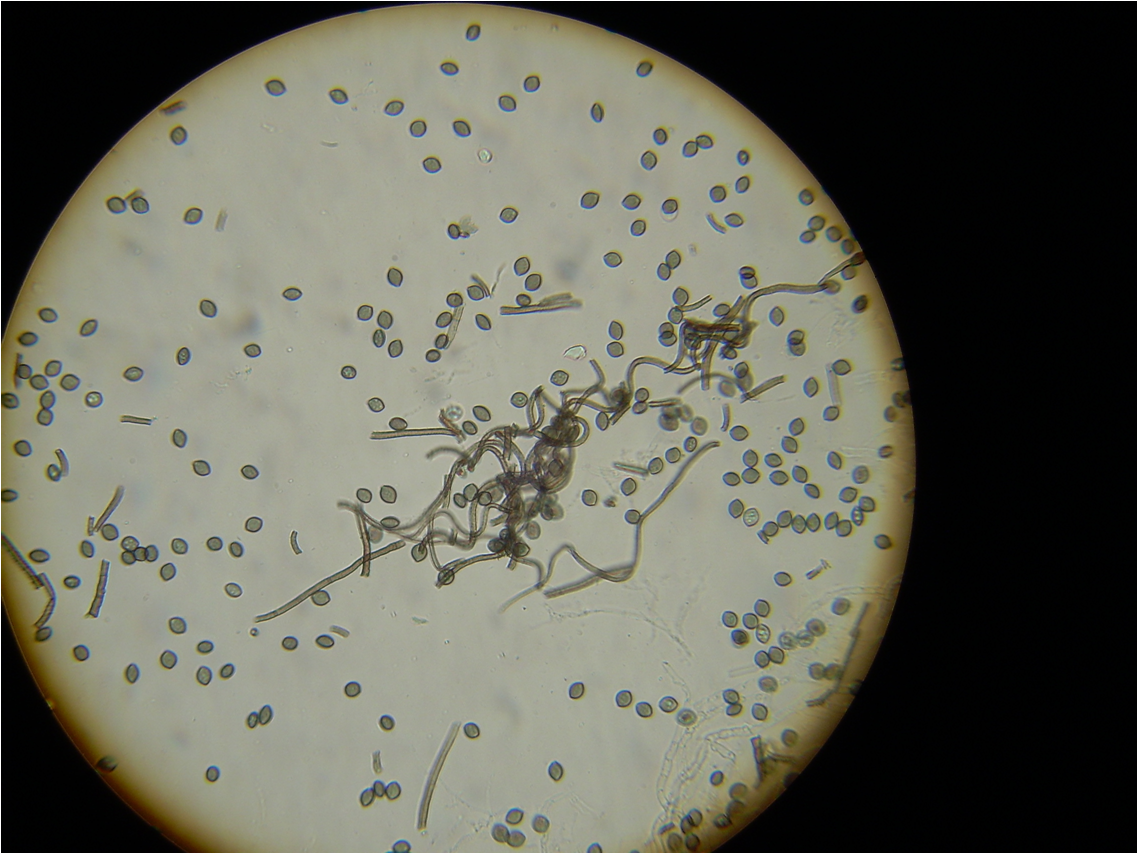
Strzępki i zarodniki Acremonium

Acremonium Link – rodzaj grzybów z klasy Sordariomycetes.

## Charakterystyka
Grzyby mikroskopijne. Charakteryzują się prostymi, szydłowatymi i rozgałęzionymi fialidami, na których powstają główkowate i zlepione skupiska jednokomórkowych konidiów. Rozróżnienie gatunków jest trudne, wymaga stosowania metod molekularnych i genetycznych.
Charakteryzują się powolnym wzrostem. Początkowo tworzą przeważnie zwarte, wilgotne kolonie, później stają się puszyste i zamszowate. Z wiekiem zmieniają barwę z białej na szarą, różową lub pomarańczową. Strzępki bezbarwne. Czasami występują chlamydospory.
W większości są saprotrofami żyjącymi w glebie na szczątkach roślin, grzybów itp. Niektóre gatunki są pasożytami, np. Acremonium alabamense u ludzi i zwierząt wywołuje grzybicę paznokci i grzybiczne zapalenie rogówki. Niektóre gatunki to grzyby termofilne.

## Systematyka i nazewnictwo
Pozycja w klasyfikacji według Index Fungorum: Incertae sedis, Hypocreales, Hypocreomycetidae, Sordariomycetes, Pezizomycotina, Ascomycota, Fungi.
Takson utworzył Heinrich Friedrich Link w 1809 r. Synonimy nazwy naukowej:

- Cephalosporium Corda
- Hyalopus Corda,
- Mastigocladium Matr.
- Monoconidia Roze,
- Pseudofusidium Deighton

Liczne gatunki dawniej zaliczane do Acremonium, w aktualnej klasyfikacji według Index Fungorum zostały przeniesione do innych rodzajów.
Gatunki występujące w Polsce:
- Acremonium alternatum Link 1809
- Acremonium apii (M.A. Sm. & Ramsey) W. Gams 1971
- Acremonium breve (Sukapure & Thirum.) W. Gams 1971
- Acremonium charticola (Lindau) W. Gams 1971
- Acremonium curvulum W. Gams 1971
- Acremonium furcatum Moreau & F. Moreau ex Gams 1969
- Acremonium fusidioides (Nicot) W. Gams 1971
- Acremonium kiliense Grütz 1925
- Acremonium minutisporum (Sukapure & Thirum.) W. Gams 1971
- Acremonium murorum (Corda) W. Gams 1971
- Acremonium persicinum (Nicot) W. Gams 1971
- Acremonium potronii Vuill. 1910
- Acremonium psammosporum W. Gams 1961
- Acremonium pteridii W. Gams & J.C. Frankland 1971
- Acremonium restrictum (J.F.H. Beyma) W. Gams 1971
- Acremonium sclerotigenum (Moreau & R. Moreau ex Valenta) W. Gams 1971
- Acremonium vitellinum W. Gams 1971
- Acremonium vitis Catt. 1876[6]

Nazwy naukowe na podstawie Index Fungorum. Lista gatunków występujących w Polsce Według W. Mułenki i innych. Jak zastrzegają autorzy, jest to lista niepełna.